# Maria Dawska

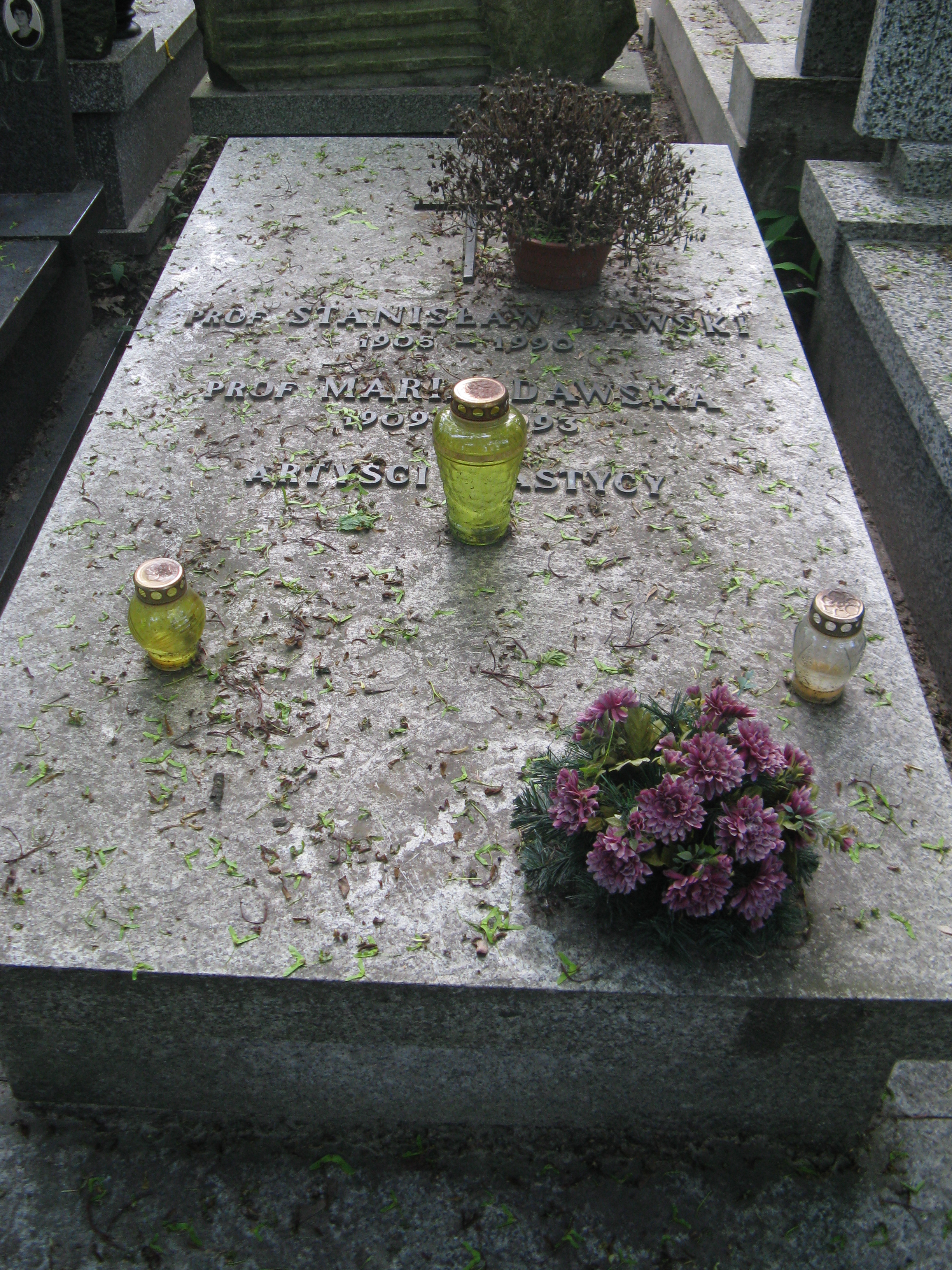
Grób Marii i Stanisława Dawskich na cmentarzu Wojskowym na Powązkach w Warszawie

Maria Dawska (ur. 12 listopada 1909 w Tłumaczu, zm. 4 sierpnia 1993 w Warszawie) – polska profesor sztuk plastycznych w zakresie malarstwa, nauczyciel akademicki

## Życiorys
Urodziła się jako Maria Stanisława Moszaro Zimmermann. W 1928 rozpoczęła studia na Wydziale Malarstwa i Rzeźby Akademii Sztuk Pięknych w Krakowie, gdzie w 1933 uzyskała dyplom. Następnie studiowała pedagogikę i historię sztuki na Uniwersytecie Jana Kazimierza we Lwowie. W 1933 założyła wraz z Jonaszem Sternem i W. Przedwojewskim grupę artystów plastyków „Orion” w Stanisławowie.
Po wojnie została członkiem ZPAP w Krakowie. W 1947 wspólnie z mężem, Stanisławem Dawskim, zamieszkała we Wrocławiu i podjęła pracę w Państwowej Wyższej Szkole Sztuk Plastycznych (obecnie ASP). W 1956 otrzymała tytuł profesora sztuk plastycznych. Pełniła funkcje: prodziekana Wydziału Malarstwa (1951–1954), kierownika Studium Ogólnego (1954–1958), dziekana Wydziału Szkła (1957–1967), kierownika Katedry Zespołowej Malarstwa (1958–1970). Po wydarzeniach marca 1968 wyjechała z Wrocławia wraz z mężem Stanisławem i zamieszkała w Warszawie.
Działała społecznie w Towarzystwie Przyjaciół Dzieci.
Inspiracją dla jej twórczości była obserwacja przyrody w tym np. żywiołów morza (cykle „Kompozycje oceaniczne”, „Kompozycje antarktyczne”, „Fauna”), a także wieloletnia współpraca z dziećmi we wrocławskim Towarzystwie Przyjaciół Dzieci (cykl „Bajki malowane”). Podejmowała tematykę sportową, uczestnicząc i zdobywając nagrody w krajowych konkursach olimpijskich w 1948 i 1956. Po 1956 organiczne, na poły abstrakcyjne, aluzyjne formy jej prac zbliżyły je do surrealizmu.
Została pochowana na cmentarzu Wojskowym na Powązkach (kwatera A II-5-25).

## Wystawy
Ważniejsze wystawy indywidualne, m.in.: „Zachęta” – Warszawa 1955, Muzeum Śląskie – Wrocław 1957, Dom Artysty Plastyka – Warszawa 1967, Galeria „Zapiecek” – Warszawa 1975.
Wystawy zbiorowe m.in. Wystawa ZPAP – Lwów 1944, Ogólnopolski Salon Wiosenny – Warszawa 1946, „Salon dziecka w Paryżu” – Paryż 1954, Contemporary Polish Graphies – Milwaukee 1963, Contemporary Artists from Poland – Londyn 1960, Festiwal Polskiego Malarstwa Współczesnego – Szczecin 1968, „Dziecko w malarstwie” – Paryż 1986.

## Odznaczenia i nagrody
- Krzyż Kawalerski Orderu Odrodzenia Polski[4]
- Złoty Krzyż Zasługi[4]
- Medal 10-lecia Polski Ludowej (22 lipca 1955)[5]
- Nagroda miasta Wrocławia (1958)[4]
- Nagroda w dziedzinie grafiki na „Konkursie Olimpijskim” w Warszawie (1956)[4]